# VSG Coburg/Grub
Die VSG Coburg/Grub war eine Volleyballspielgemeinschaft der Vereine Coburger Turnerschaft aus Coburg und dem TSV Grub in Oberfranken, deren erste Männermannschaft  in der ersten Volleyball-Bundesliga spielte. Die Spielgemeinschaft hat sich mit Insolvenz aufgelöst.

## Geschichte
Im Jahr 1970 gründete sich die Volleyballabteilung der Coburger Turnerschaft. Auch beim Nachbarverein TSV Grub bestand eine Volleyballabteilung. Die VSG Coburg/Grub entstand 2001 durch den Zusammenschluss der Volleyballabteilungen beider Hauptvereine. 2011 stieg der Verein in die 2. Bundesliga und 2013 in die 1. Bundesliga auf. Der Spielbetrieb der ersten Männermannschaft lief unter der VSG Coburg/Grub GmbH, die im Frühjahr 2016 Insolvenz anmeldete. Lizenzinhaber für den Spielbetrieb der ersten Männermannschaft war die Coburger Turnerschaft.
Als Nachfolge im Jahr 2016 entstand die Spielgemeinschaft „SG Teamwork“, ein Zusammenschluss der Volleyballer der Coburger Turnerschaft, des BSC Teamwork Ebersdorf und des TSV Grub am Forst. Diese Spielgemeinschaft hat über 100 Sportlerinnen und Sportler in zwei Frauen- und fünf Männermannschaften (Stand: 2016). Die erste Männermannschaft startete in der Bezirksliga Oberfranken.

## Team
Der Kader für die Saison 2015/16 bestand aus folgenden Spielern.
| Name               | Nr. | Nation      | Größe  | Geburtsdatum  | Position |
| ------------------ | --- | ----------- | ------ | ------------- | -------- |
| Noah Baxpöhler     | 4   | Deutschland | 2,08 m | 13. Aug. 1993 | MB       |
| Dylan Davis        | 3   | USA         | 2,05 m | 6. Apr. 1991  | MB       |
| Milan Hriňák       | 16  | Slowakei    | 1,94 m | 15. Okt. 1985 | AA       |
| Ariel Katzenelson  | 2   | Israel      | 1,84 m | 9. Sep. 1993  | Z        |
| Lubos Kostolani    | 18  | Slowakei    | 2,03 m | 28. Nov. 1990 | D        |
| Wojciech Kwiecień  | 15  | Polen       | 1,90 m | 26. Mai 1994  | Z        |
| Richard Mauler     | 13  | Tschechien  | 1,94 m | 28. Sep. 1989 | AA       |
| Lukas Schattenberg | 12  | Deutschland | 1,96 m | 11. Sep. 1995 | D        |
| Timon Schippmann   | 14  | Deutschland | 1,95 m | 6. Sep. 1995  | AA       |
| Leonhard Tille     | 7   | Deutschland | 1,82 m | 17. März 1995 | L        |
| Tom Weber          | 8   | Deutschland | 1,85 m | 27. Okt. 1989 | U        |

Positionen: AA = Außenangriff, D = Diagonal, L = Libero, MB = Mittelblock, Z = Zuspiel
| Neuzugänge 2015    |                         |
| Spieler            | bisheriger Verein       |
| Dylan Davis        | Top Volley Latina       |
| Milan Hrinak       | ASV Neumarkt            |
| Ariel Katzenelson  | Hapoel Mate Asher       |
| Lubos Kostolani    | TV Bühl                 |
| Wojciech Kwiecień  | MLKS Volley Gubin       |
| Richard Mauler     | TV Bühl                 |
| Lukas Schattenberg | Missouri Valley College |
| Timon Schippmann   | VC Olympia Berlin       |
| Leonhard Tille     | VC Olympia Berlin       |
| Tom Weber          | TSG Solingen Volleys    |

| Abgänge 2015          |                        |
| Spieler               | neuer Verein           |
| Moritz Karlitzek      | TV Rottenburg          |
| Sven Kellermann       | Oshino Volleys Eltmann |
| Adam Kocian           | SVG Lüneburg           |
| Maximilian Meuter     | unbekannt              |
| Hans-Peter Nürnberger | Oshino Volleys Eltmann |
| Nikola Poluga         | Oshino Volleys Eltmann |
| Patrick Speta         | unbekannt              |
| Thiago José Welter    | Oshino Volleys Eltmann |

Cheftrainer war seit 2015 Itamar Stein. Der Israeli war zuvor als Spieler aktiv; nach Stationen in Bottrop und Moers kam er 2014 nach Coburg, wo er während der Saison eine schwere Verletzung am Halswirbel erlitt. Er war Nachfolger von Milan Marić. Steins Assistent war Volker Pohl. Für die medizinische Betreuung waren die Physiotherapeutin Cindy-Nadine Rühr und Fitnesstrainer Tim Niebelschütz zuständig.

## Spielstätte

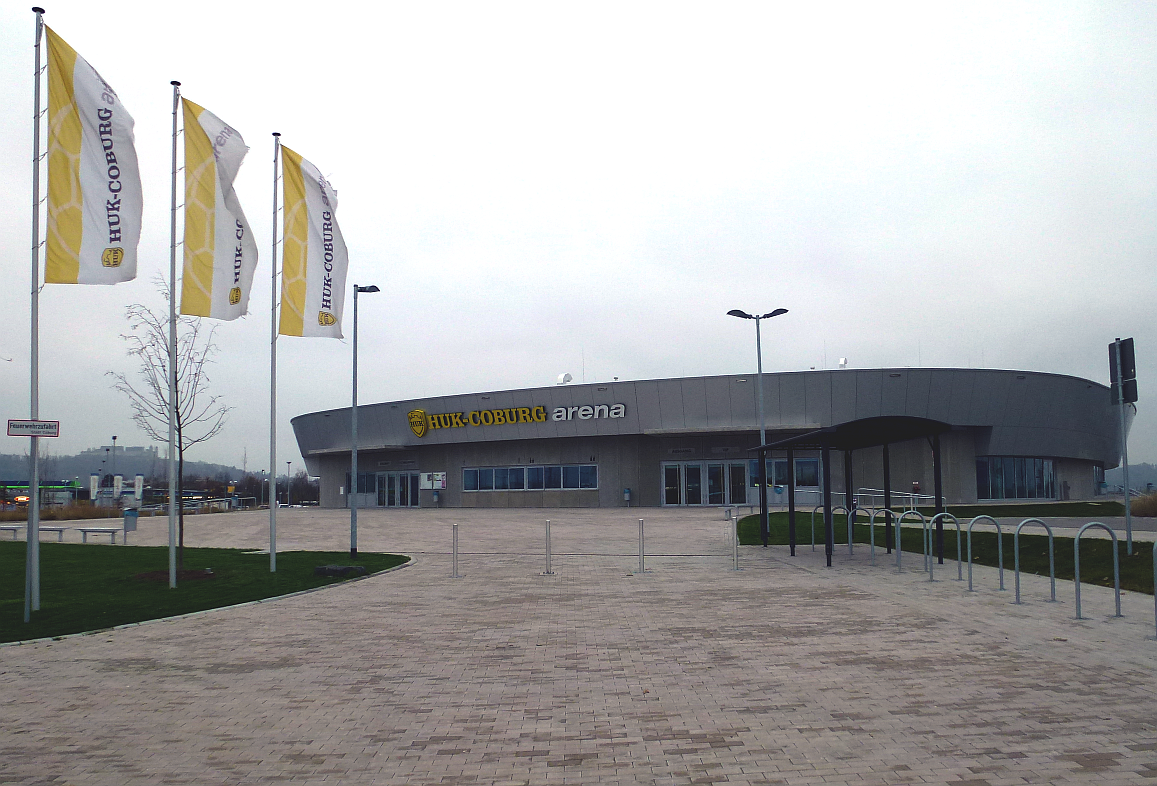
HUK-Coburg arena

Die VSG Coburg/Grub trugen ihre Heimspiele in der HUK-Coburg arena aus. Die Halle fasst 3530 Zuschauer.

## Weitere Mannschaften
Neben den Bundesliga-Männern gab es bei der VSG Coburg/Grub noch vier weitere Männer-, drei Frauen- und elf Jugendmannschaften.(Stand 2015)